# Krefelder Straße 115 (Mönchengladbach)

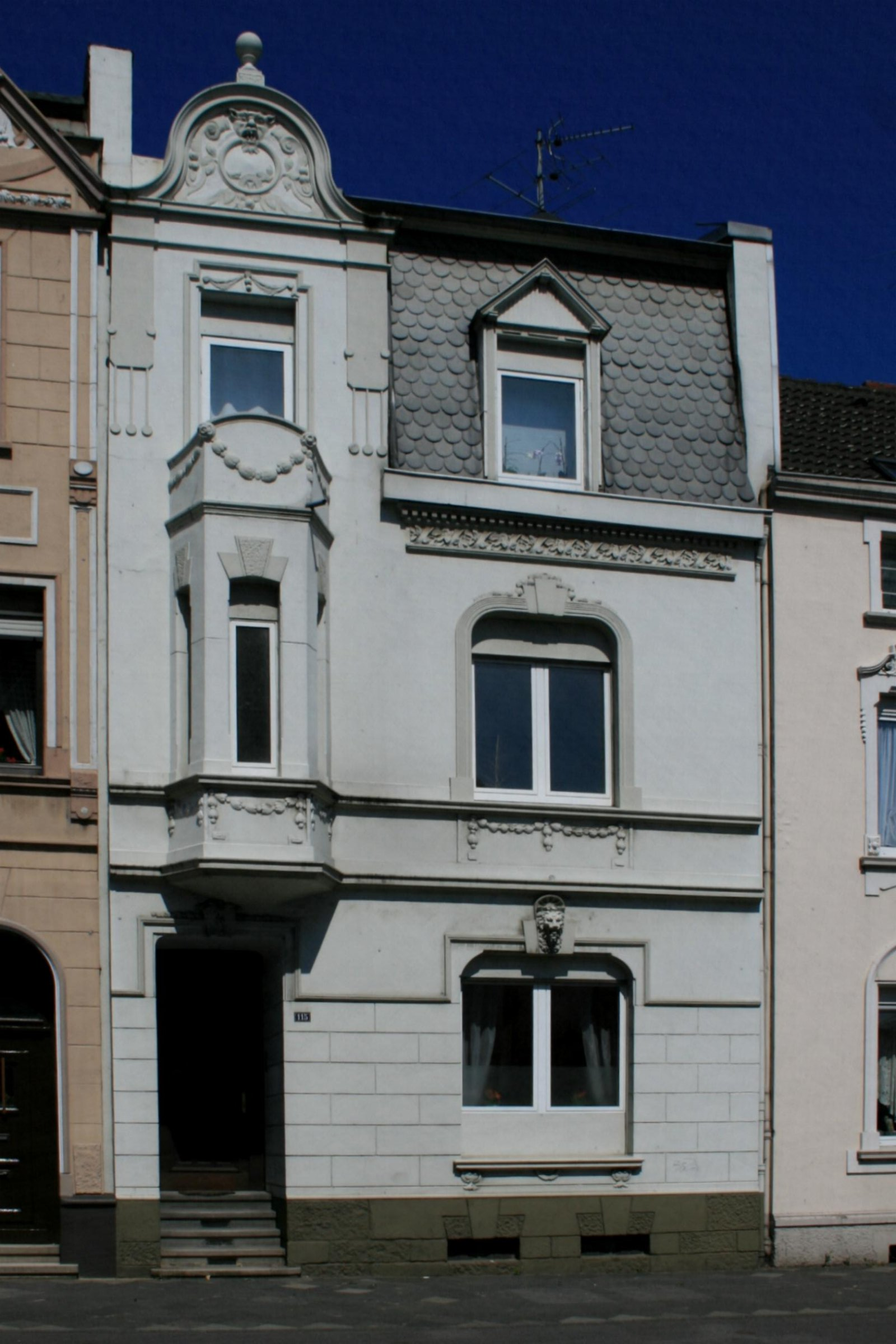
Wohnhaus (2010)

Das Wohnhaus Krefelder Straße 115 steht in Mönchengladbach (Nordrhein-Westfalen).
Das Gebäude wurde nach der Jahrhundertwende erbaut. Es wurde unter Nr. K 009  am 4. Dezember 1984 in die Denkmalliste der Stadt Mönchengladbach eingetragen.

## Architektur
Städtebauliche Lage in einer kleinen Gruppe des Historismus/Jugendstils, die gebildet wird durch die Häuser Nr. 117, 115, 113, 111, 109 sowie nach einem Straßeneinschnitt eine weitere Gruppe von fünf Häusern.
Das zweigeschossige Wohnhaus mit Mansarddach ist nach der Jahrhundertwende erbaut worden. Die Dachfläche des Mansarddaches besteht aus schuppenförmig rundgeschlagener Schieferdeckung. Die Haustüre ist original in Holz erhalten.